# Struhadlo

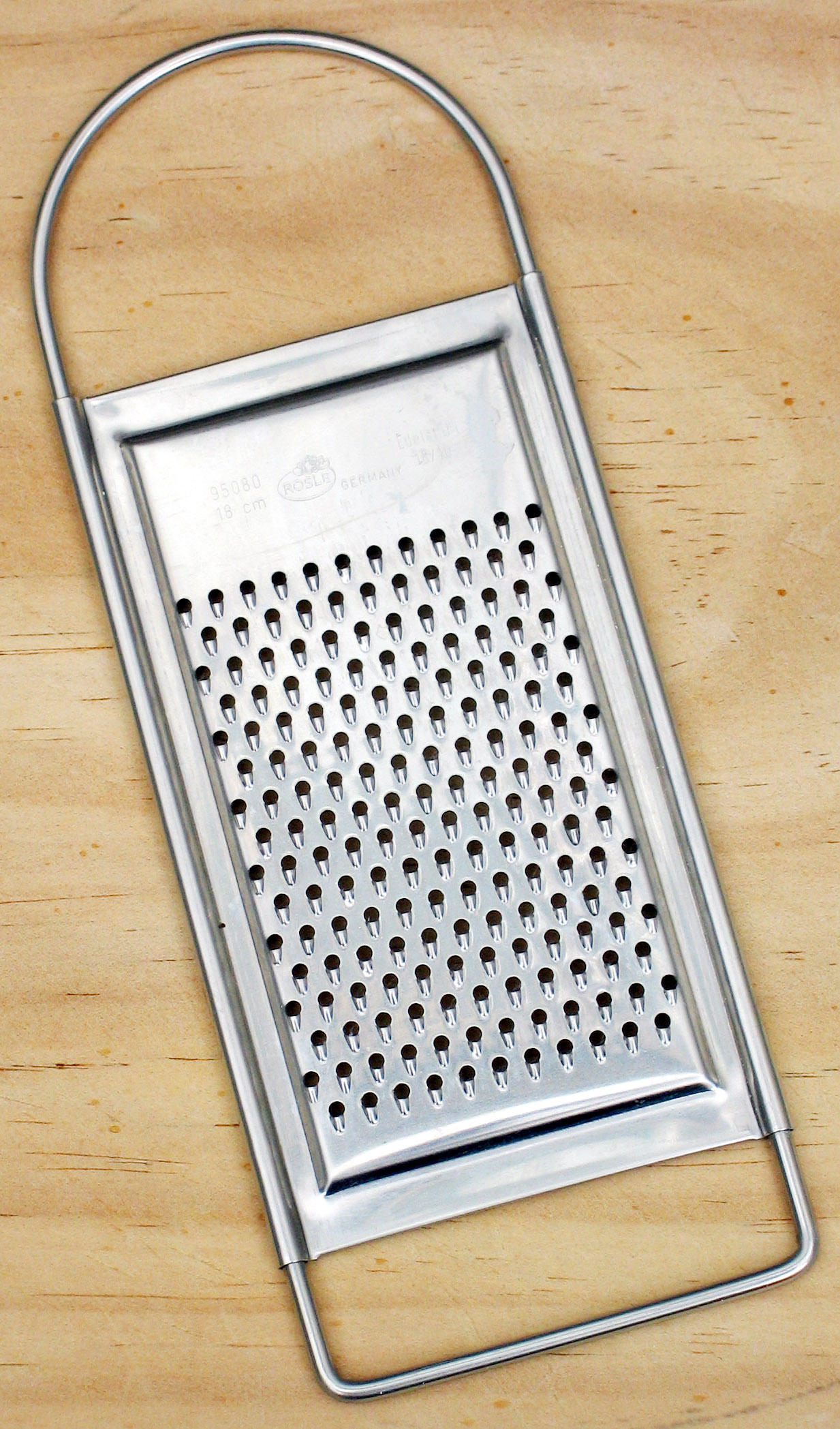
struhadlo

Struhadlo je běžná kuchyňská potřeba určená pro rozrušování a dělení potravin. Tato činnost se běžně nazývá strouhání. Struhadlo může být doplněno také o speciální břit, který umožňuje potraviny krouhat, tedy rozdělovat na tenké plátky.
Obvykle se jedná o kovový předmět vyrobený lisováním z plechu z nerezové oceli. Dříve se k výrobě používal pocínovaný ocelový plech. Existují ale i struhadla plastová, která slouží k drcení a odšťavňování velmi měkkých ovocných či zeleninových surovin. Plechové struhadlo mívá na svém povrchu vylisováno velké množství otvorů, které při vychýlení plechu vytvoří břity umožňující postupné oddělování a rozdělování strouhané potraviny na malé kousky.
Existují i strouhací či krouhací strojky, nejčastěji ve formě specializovaného strojku na kuchyňském robotu.